# Marja Grólmusec
Marja Grólmusec (niem. Maria Grollmuß; ur. 24 kwietnia 1896 w Lipsku zm. 6 sierpnia 1944 Ravensbrück (KL)) – serbołużycka publicystka i działaczka socjalistyczna zamordowana przez niemieckich nazistów w obozie koncentracyjnym Ravensbrück (KL).

## Dorobek literacki
- Die Frau und die junge Demokratie. Ein Bericht über Frau, Politik und Demokratie, Frankfurt 1925